# سیارک ۵۵۴
سیارک ۵۵۴ (به انگلیسی: 554 Peraga، نامگذاری:1905PS) پانصد و پنجاه و چهارمین سیارک کشف شده‌است که در ۸ ژانویه ۱۹۰۵ و در هایدلبرگ کشف شد.
قدر مطلق سیارک برابر ۸٫۹۷ است.